# Ava Gardner
Ava Lavinia Gardner (Brogden, Carolina del Nord, 24 de desembre de 1922 - Londres, Anglaterra, 25 de gener de 1990) va ser una actriu estatunidenca nominada als premis Oscar i considerada una de les grans estrelles cinematogràfiques del segle xx. Coneguda principalment per la seva extraordinària bellesa, es deia d'ella que era "l'animal més bell del món".

## Infantesa i joventut
Ava Gardner va néixer l'any 1922 a la petita comunitat rural de Brogden, a l'estat de Carolina del Nord. Va créixer en l'ambient rústic del camp, en el si d'una família molt pobra de cultivadors de tabac i cotó, juntament amb els seus sis germans, dels quals ella n'era la menor. La seva mare, Molly, era una dona baptista d'orígens irlandoescocesos i anglesos i el seu pare, Jonas Bailey Gardner, era un home catòlic d'ascendència irlandoestatunidenca i indoamericana (Tuscarora). Quan encara els germans eren petits, la família Gardner va perdre la propietat que tenia a Brogden i Jonas Gardner es va veure obligat a treballar com a serrador i la seva mare, Molly, com a cuinera i clauera en el col·legi major per a professores que es trobava prop de l'escola de Brogden.
En fer Ava 13 anys, tota la família es va traslladar a Newport News, a l'estat de Virgínia, esperant millorar la seva sort. Però, en poc de temps, davant les dificultats de trobar feina, es van haver de tornar a mudar a Rock Ridge, un suburbi de Wilson (Carolina del Nord). L'any 1935 el seu pare, Jonas Gardner, va morir de bronquitis i Ava i alguns dels seus germans van decidir acudir a l'escola de Rock Ridge per tal de graduar-se. D'aquesta manera, Ava va poder anar posteriorment a classes de secretariat a l'Atlantic City Christian College.

## Carrera cinematogràfica

### Inicis en el setè art
Amb 18 anys, Ava ja s'havia convertit en una bella jove d'ulls verds i una preciosa cabellera de color castany rogenc. Així, l'estiu de 1940, mentre estava visitant la seva germana Beatriu a Nova York, el marit d'aquesta, que era fotògraf i va quedar impressionat per la seva bellesa, li va demanar si li podia fer algunes fotos i, satisfet amb el resultat, va decidir penjar-les a l'aparador del seu estudi fotogràfic de la Cinquena Avinguda.
Casualment, mentre les seves fotografies estaven exposades a l'estudi del seu cunyat, Barnard "Barney" Duhan, un treballador dels estudis Metro-Goldwyn-Mayer, les va veure i va decidir posar-se en contacte amb ella. Duhan va entrar a la botiga i va demanar el seu número, però no va aconseguir que ningú li donés. Finalment, va marxar comentant que algú havia d'enviar informació d'ella a la MGM i la seva germana ho va fer immediatament. En poc de temps, Ava, que encara era una estudianta de l'Atlantic Christian College, va viatjar de nou a Nova York per tal d'entrevistar-se amb els directius que la MGM tenia a les oficines de Nova York. L'agost de 1941 va deixar l'escola per anar a Hollywood amb la seva germana Beatriu i realitzar la seva primera prova. La Metro li va fer signar un contracte de 50 dòlars a la setmana per set anys. Segons les seves clàusules, estava obligada a acceptar qualsevol paper, concedir totes les entrevistes que se li assignessin, assistir a totes les sessions fotogràfiques i, a més, no beure, comportar-se correctament en públic i demanar permís a l'estudi cada cop que necessités sortir de Los Angeles. Finalment, la Mayer la va enviar a classes d'art dramàtic i de dicció, ja que el seu accent de Carolina del Nord era pràcticament incomprensible.
Va ser l'any 1942 quan va començar a intervenir com a protagonista en pel·lícules i en els següents anys va actuar en nombroses produccions de modest pressupost com Ghosts on the loose (1943), una comèdia de terror que pertany a l'etapa de decadència del gran Bela Lugosi, i Three men in white de 1944, una comèdia drama de metges, en què intervenien també Van Johnson i Lionel Barrymore.

### Els anys daurats

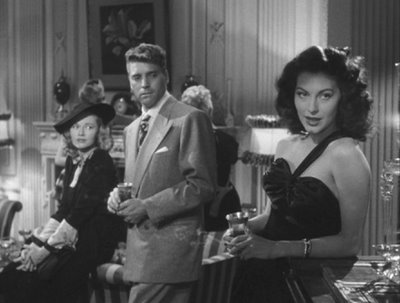
Ava Gardner en The killers (1946)

La seva gran oportunitat va arribar el 1946 amb dos títols: el thriller Whistle stop, en el qual tenia un paper principal al costat del mític -i avui oblidat- George Raft; i el drama negre The killers, basat en una història d'Ernest Hemingway, en què es lluïa al costat d'un també jove Burt Lancaster i del sempre excel·lent Edmond O'Brien. En aquesta última, el seu personatge de femme fatale li va aconseguir per primera vegada comentaris favorables de la crítica. Ella mateixa reconeix en les seves memòries que molta gent li havia comentat que la seva "imatge i carrera d'estrella van venir definides precisament per aquesta pel·lícula negra", en què es va imposar "com una sirena fatale d'amples malucs i escot vertiginós capaç de fer flaquejar el foc del planeta estant recolzada en un piano". Va ser, doncs, amb aquest paper que es va poder introduir en el món de les grans actrius de la indústria cinematogràfica de Hollywood.
Durant els següents anys, va seguir treballant en nombroses produccions al costat dels grans actors clàssics del moment. Així, destaca The hucksters, en què va compartir cartell amb Clark Gable; One touch of Venus, una comèdia més aviat beneita però simpàtica; i The bribe de 1949, un fantàstic thriller dramàtic en què va actuar meravellosament al costat de Robert Mitchum, segons la llegenda, una de les seves conquestes amoroses.
A partir d'aquí, va anar consolidant el seu regnat com a gran estrella, encadenant produccions de gran pressupost i mitjans, i realitzant memorables interpretacions. Sobresurten d'aquest període: The great sinner, un drama moral -que no moralista- amb grans treballs de Gregory Peck i Ethel Barrymore i un guió impecable, en què Ava està bellíssima; East side, West side de 1949, en què l'actriu encaixava perfectament en la pantalla al costat dels sempre magnífics James Mason, Barbara Stanwyck i Van Heflin; i Pandora and the flying dutchman de 1951, un fascinant drama oniricoavantguardista, en què Ava actuava amb James Mason i una altra de les seves sonades conquestes, el torero Mario Cabré, rodant el film parcialment a Catalunya, concretament a Tossa de Mar, i omplint els titulars de la premsa de l'època.

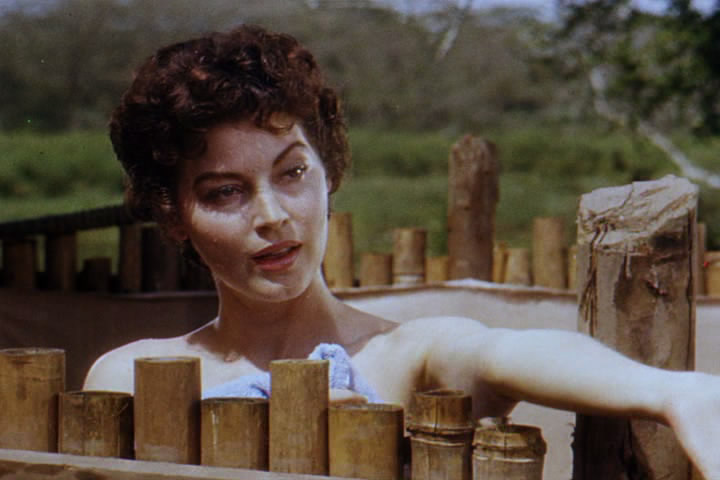
Ava Gardner en Mogambo (1953)

En aquesta etapa, va ser quan va començar a visitar amb freqüència Espanya i a fer les seves interpretacions més conegudes: Les neus del Kilimanjaro l'any 1952, la seva segona obra de Hemingway, a Àfrica i al costat de Gregory Peck i Susan Hayward; Mogambo (1953), film pel qual va estar nominada als premis Oscar i en què va superar la bella Grace Kelly -interpretativament parlant- i va brillar amb fermesa al costat d'un imponent Clark Gable; Knights of the round table, una luxosa producció clàssica del cinema d'aventures medievals, amb Robert Taylor i Mel Ferrer; i The barefoot contessa (1954), en què Ava va interpretar un paper inspirat en la vida de Rita Hayworth donant el millor d'ella mateixa i assolint una de les seves millors representacions -si no la millor-, acompanyada ni més ni menys que per Humphrey Bogart, Edmond O'Brien, Rossano Brazzi i Valentina Cortese.
Malauradament, cap a mitjans dels anys 50, Ava va travessar alguns problemes personals i de salut, i la seva carrera artística se'n va ressentir. Va ser l'època dels seus films de menor èxit i/o entitat, però en els quals encara es gaudia amb la presència de l'actriu: el drama romàntic d'aventures Destins encreuats, en què va actuar al costat de Stewart Granger; la comèdia d'origen teatral The Little Hut, al costat de David Niven; la seva tercera adaptació cinematogràfica de Hemingway titulada A punta de dia, al costat de Tyrone Power en una de les seves últimes interpretacions; i el drama On the beach sobre les conseqüències de l'explosió d'una bomba nuclear i en què Ava va realitzar una de les seves millors interpretacions al costat de Gregory Peck i Fred Astaire.

### Declivi escènic

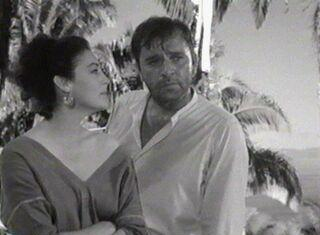
Ava Gardner i Richard Burton en The night of the iguana

Després d'uns anys 50 esplendorosos, a poc a poc va anar quedant relegada per la indústria a favor de noves estrelles. Així, cada cop li va resultar més difícil trobar papers del seu nivell, i la dècada dels 60 va significar l'inici de la seva fi. Malgrat tot, encara va dur a terme algunes últimes grans representacions. Tres pel·lícules sobresurten d'aquesta etapa: 55 dies a Pequín, en què va realitzar una memorable encarnació d'una comtessa arruïnada enmig d'una revolució anticolonial, amb Charlton Heston i David Niven; Seven days in May, gairebé la millor pel·lícula nord-americana de rerefons polític de la dècada i una de les millors del seu director -John Frankenheimer-, en què Ava compartia cartell amb Burt Lancaster, Kirk Douglas i Fredric March; i The night of the iguana, dirigida per John Huston i basada en l'obra teatral de Tennessee Williams, en la qual Ava va fer una interpretació excel·lent al costat de Richard Burton i Deborah Kerr i per la qual, segons els crítics, es mereixia una nova nominació als Oscar.
A més d'aquestes grans produccions, mereixen recordar-se també algunes de les seves aparicions en pel·lícules que no van tenir tanta fortuna comercial o artística com: The bible de John Huston i Mayerling, en la qual va treballar amb Omar Sharif i Catherine Deneuve.
Cansada de la vida de Hollywood, a partir de 1968 Ava es va instal·lar a Londres, on va viure parcialment retirada. Tot i així, encara que durant els anys 70 va reduir la seva activitat professional, va continuar rodant alguns títols que, en aquell moment, no van ser apreciats per l'audiència. Entre aquests, cal mencionar The life and times of Judge Roy Bean i Terratrèmol, que no van ser grans èxits malgrat ser unes cintes dignes i amb unes bones interpretacions d'una Ava en la seva esplèndida maduresa física. Així, la dècada dels 70 va comportar l'entrada de l'actriu en un franc declivi, havent d'acceptar papers de menor relleu en qualsevol pel·lícula o sèrie de televisió.
Destaca el seu paper en un entretingut thriller britànic de 1975, en què l'actriu va compartir protagonisme amb l'inoblidable Dirk Bogarde i amb Timothy Dalton, Permission to kill; la seva participació en una fantasia de poc d'èxit comercial, The blue bird, al costat de Jane Fonda i Cicely Tyson; la interessant cinta de por The sentinel, amb Christina Raines i Chris Sarandon; i un drama d'intriga en què ja va realitzar un paper molt secundari però encara profund, The kidnapping of the President, en què el protagonista era el notable Hal Holbrook. Cal comentar que també va intervenir més tard en diverses produccions per a la televisió com Dardanelos i Falcon Crest.

## Vida personal
La bellesa de l'actriu era impressionant. Quan va arribar a la Meca del cinema americà l'any 1941, en la seva fitxa es va anotar 1,70 d'alçada, 48 quilos de pes i unes mides quasi perfectes. Al cap de poc de conèixer-la, un dels magnats de la Metro, Louis B. Mayer, va dir d'ella: "no sap actuar ni parlar, però és enlluernadora". D'aquesta manera, la seva carrera com a reina escènica va venir molt determinada pel seu gran atractiu físic. Les cròniques de l'època recullen que allà on anava, Ava sempre atreia totes les mirades com si es tractés d'un poderosíssim i hipnòtic imant. Així, la seva vida personal i artística van venir també molt definides per la seva intensa i, a vegades, tòrrida, vida social i amorosa.

### Els amors d'Ava

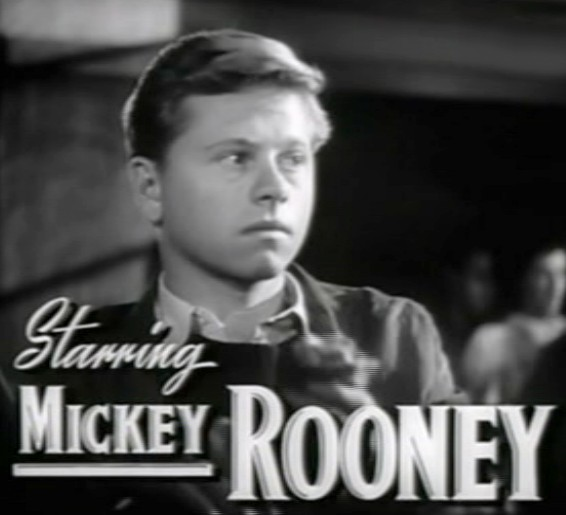
Mickey Rooney el 1943

Al cap de poc de temps d'arribar a Hollywood, Ava va conèixer Mickey Rooney, un jove actor de la MGM popular per la seva participació en la sèrie Andy Hardy. Rooney era el perfecte noi americà, el fill atrevit però de bon cor que totes les mares americanes desitjaven tenir. Encara que Ava, en un primer moment, no es va fixar en ell, aquest, boig d'amor per ella, va continuar pretenent-la, i aconseguí, al final, que l'actriu acceptés una invitació a sopar a Chasen's, un dels restaurants més elegants de Los Angeles. Malgrat que l'actriu va aparèixer a la seva cita amb la seva germana, Rooney va seguir insistint a fer-li la cort. Li enviava rams de roses i orquídies, la passava a recollir en el seu Lincoln per dur-la als estudis i la tornava a deixar a casa seva al vespre; ballaven al Mocambo, sortien a sopar al Romanoff i apareixien junts a les estrenes importants. Així, mitjançant Rooney, Ava es va introduir en el món social de Hollywood. A Louis B. Mayer no li feia gens de gràcia la seva relació, ja que es temia que a causa d'ella Rooney perdés el seu públic adolescent. Malgrat tot, a finals de 1941, Mick li va demanar per casar-se i Ava va acceptar. El casament va ser organitzat pel mateix estudi cinematogràfic i va tenir lloc el 10 de gener de 1942 prop de Santa Barbara, quan encara no feia un any que Ava havia arribat a Los Angeles. Molta gent va afirmar, en aquell moment, que el casament amb Mick Rooney va servir a Ava per aconseguir bons papers en les pel·lícules i la seva consolidació com a actriu. Però, tal com diu en les seves memòries, aquella relació no li va aportar cap benefici professional, ja que el matrimoni només va durar 14 mesos.

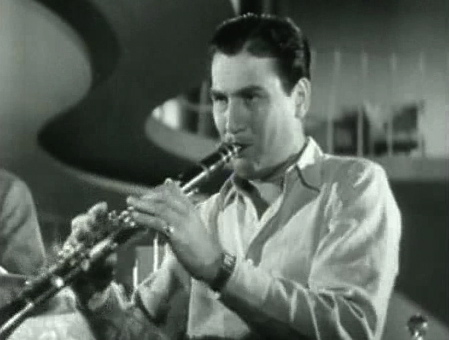
Artie Shaw el 1940

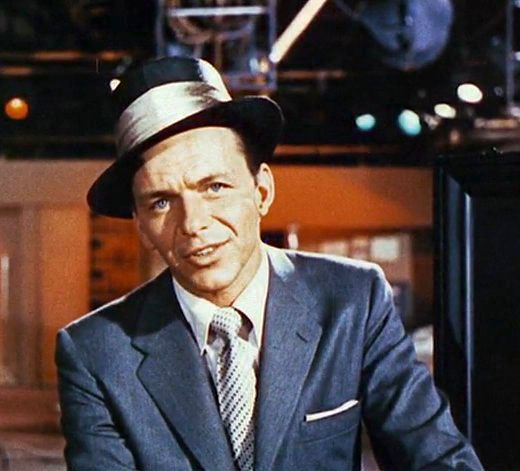
Frank Sinatra el 1957

Poc de temps després del seu divorci amb Mickey Rooney, el 1943, Ava va conèixer el multimilionari americà Howard Hughes, que va quedar encisat per la seva presència i la va començar a cortejar. Hughes la va pretendre durant llargs anys i arribà, fins i tot, a l'obsessió, a fer-la espiar pels seus investigadors. Ava, però, no es va preocupar massa per aquestes "menudeses" i va seguir mantenint la seva amistat amb el magnat refusant les seves propostes de matrimoni. Això, tanmateix, no li va impedir casar-se de nou, l'any 1945, amb el músic Artie Shaw, amb qui el matrimoni va ser igual de breu que la primera vegada. De fet, les seves intencions inicials no eren el matrimoni. No obstant això, a la Metro s'acceptava el divorci, però no que les celebritats "visquessin en pecat". També la seva germana li va aconsellar que evités un escàndol, i més tenint en compte les clàusules morals del seu contracte. Finalment, pressionats per la premsa i els estudis, Artie i Ava es van casar el 17 d'octubre de 1945 per viure en parella poc més d'un any.
En aquest moment, els corredors de Hollywood ja anaven plens de rumors sobre la seva agitada vida matrimonial i extramatrimonial. I és que amb la seva bellesa angulosa Ava podia posar en perill més d'un dels homes que coneixia. A finals dels anys 40, es comentava que havia tingut relacions amb actors tan famosos com Robert Taylor i Howard Duff, als quals s'afegien grans empresaris com Howard Hughes o, fins i tot, destacats polítics com el futur president dels Estats Units, John F. Kennedy. Tot estava perversament programat perquè Ava Lavinia Gardner fos Ava Gardner: la dona fogosa i carnal de la pantalla. Aprofitant, doncs, la seva fama, l'estudi MGM va promocionar la seva imatge de sex-symbol. Per a Hollywood, no importava que treballés bé o no, n'hi havia prou que aparegués en les pel·lícules.
En aquest context, va ser quan es va enamorar d'una de les llegendes de la pantalla gran, Frank Sinatra. Frank en aquells moments estava casat amb la seva primera dona, Nancy, i encara que es parlava d'una possible ruptura de la parella, el cantant basava la seva carrera en una imatge de correcte pare de família i marit. Malgrat tot, l'èxit musical l'havia conduït a una vida desenfrenada durant la qual se'l va relacionar amb actrius tan conegudes com Lana Turner i Marilyn Maxwell. En aquest ambient va ser on va conèixer Ava. Frank Sinatra i Ava Gardner eren la parella adequada: apassionats, violents, amants de la beguda... Així, ambdós van viure una intensa aventura que durant un temps es va mantenir en secret per la clàusula moral que Ava tenia signada amb la Metro. L'idil·li, però, no va tardar a fer-se públic. Una fotografia que va fer un paparazzo va corroborar els rumors que ja circulaven i la premsa no va dubtar a titllar la seva relació d'escàndol. Les columnes de societat es van estendre en la seva història i Ava, fins i tot, va ser acusada per l'Església catòlica, i es va proposar boicotejar les seves pel·lícules. Davant d'aquesta situació, la dona de Sinatra va acabar demanant el divorci i els dos actors es van poder casar l'any 1951. Va començar, així, una de les relacions més apassionades i tempestuoses que recorda la història del cinema. Un exemple d'amor boig i malalt, qualificat per molts com l'amor del segle, però ple de baralles i reconciliacions, insults i desitjos, trucades a milers de quilòmetres de distància i menyspreus. Una història real digna del melodrama més exagerat de Hollywood.

### Matrimoni amb Sinatra

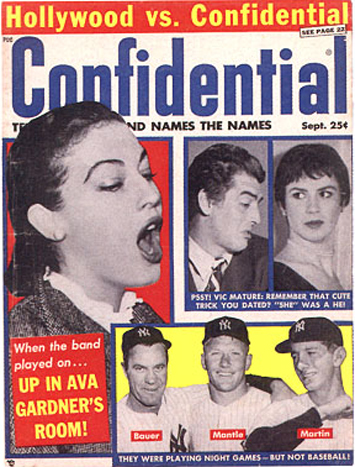
Ava en la portada de la revista Confidential

La vida matrimonial dels Sinatra no va ser gens fàcil. Ambdós es veien afectats per les conseqüències d'uns temperaments explosius que, malgrat estimar-se mútuament i intensa, provocaven situacions perilloses que arribaven, en alguns casos, a la violència física. Per començar, Sinatra patia d'una gelosia paranoica d'Artie Shaw, l'exmarit d'Ava, de qui ni tan sols podia escoltar el nom. Una nit de 1950, al principi de la seva relació, Frank havia trobat Ava amb Artie. Sinatra havia tret, embogit, un revòlver, que va acabar disparant al seu propi coixí. Per la seva part, Ava Gardner no podia suportar el turbulent passat sentimental de Frank. Una vegada, va abandonar furiosa un night club simplement perquè havia recordat que Sinatra hi havia estat, feia temps, cantant per a Marilyn Maxwell. Gardner, a més, va haver d'acostumar-se a les amistats de Sinatra, en general, coneguts personatges de la màfia, boxejadors i col·legues camorristes com Peter Lawford, Sammy Davis Jr. o Dean Martin. Per sort, el caràcter d'Ava -habituat al tabac, l'alcohol i a les converses pujades de to- no desentonava del tot en aquelles reunions d'homes, formant part activa de la celebració sense veure's marginada.
Malauradament, en aquest període, Sinatra va començar a experimentar un profund descens en la seva popularitat, movent-se freqüentment a l'ombra de la seva esposa. De fet, Ava estava vivint el seu millor moment, sent considerada una de les deu estrelles més rendibles de la indústria de Hollywood, a més d'una presència constant en les portades de la premsa mundial. Una vegada, en un tour europeu, mentre Sinatra oferia un concert a Nàpols, el cantant va haver d'interrompre diverses vegades l'actuació perquè el públic de la platea reclamava a crits la presència d'Ava -que estava asseguda en un dels balcons del teatre- a l'escenari. Frank, així doncs, va començar a incubar una baixa autoestima i una gelosia professional inconscient cap a la seva dona. L'home, que havia estat durant anys la primera veu de la nació, veia llavors com les seves fans més fidels -aquelles adolescents dels anys quaranta que emplenaven els pavellons esportius per cantar, a llàgrima viva, les seves cançons- havien crescut convertint-se en respectables mares de família a les quals el seu adulteri amb Ava Gardner havia decebut. A més, la Metro-Goldwyn-Mayer estava considerant seriosament de no renovar-li el contracte si seguia perdent punts en les llistes de popularitat. En aquest context i completament arruïnat a causa del caríssim divorci de Nancy Barbato, va passar a dependre econòmicament dels ingressos d'Ava, la qual es veia obligada a pagar les exhorbitants factures del seu marit i s'havia convertit en el seu objecte d'humiliació.

### Exili a Europa
Afortunadament per a l'actriu, durant aquest període va ser quan va descobrir per primera vegada Europa i, particularment, dos països que marcarien la seva carrera i la seva vida privada: Anglaterra i Espanya. El primer contacte d'Ava amb aquestes dues cultures va venir determinat per la Metro, que el 1950 la va enviar per primer cop a l'estranger perquè rodés Pandora and the flying dutchman, un dels títols mítics de la història del cinema. Després de passar uns dies a Londres i París, va anar directament a Tossa de Mar, on es filmarien les escenes exteriors. La visita d'Ava i la posterior estrena de la pel·lícula van fer pel turisme d'aquelles platges molt més que totes les iniciatives de promoció aplicades pel govern fins aquell moment. És per aquesta raó que el govern estatal i, en la seva representació, l'alcalde de Tossa, van donar tota mena de facilitats a l'equip cinematogràfic.
Fascinada per l'estat espanyol, a diferència de la resta d'actors americans que preferien Itàlia i França, Ava va decidir passar-hi llargues temporades a partir de l'any 1954. L'actriu va descobrir en la península la calma que tant necessitava per tal de sobreposar-se al tumultuós matrimoni que tenia amb Sinatra. Un matrimoni en el qual hi va haver de tot: des d'un avortament d'Ava, que va considerar que dues persones que "ni tan sols es podien cuidar soles" amb prou feines podien tenir un fill, a intents de suïcidi de Sinatra. D'aquesta manera, Ava va aprofitar la seva estada al país per a superar la seva caòtica relació i, a més, aprofitar per a viure al marge de les restriccions puritanes imposades pels estudis de Hollywood i la premsa internacional.
A Ava, li agradava el caràcter espanyol, la seva alegria i el romanticisme de la seva cultura, així com els seus homes. Un dels seus amors espanyols va ser el torero Luis Miguel Dominguín, amb qui va tenir una relació més pausada que aquella que va viure amb Sinatra. Mario Cabré, el torero i alhora company de rodatge de la pel·lícula Pandora i l'holandès errant, també va caure rendit en els seus peus. Com ell va comentar a la revista Fotogramas: "Em casaria amb ella. Aquesta dona suposa un canvi complet en la meva vida", encara que Ava només el va definir com "un error d'una sola nit".
Mentrestant, el seu matrimoni amb Sinatra feia aigües. La parella havia decidit separar-se durant tres anys per tal de prendre una decisió sobre el seu matrimoni. No obstant això, finalment, el 1957 van acabar demanant el divorci i Ava, aconsellada pel seu amic Ernest Hemingway, es va acabar instal·lant a Espanya de forma força permanent. Aquesta situació va durar 4 anys, fins a l'any 1961, quan va morir Hemingway i, amb ell, un dels pilars de la seva vida social espanyola. A partir d'aquest any, la seva relació amb Espanya cada cop va ser més espaiada, fins a l'any 1968, que es va traslladar a Londres.
A Gran Bretanya, hi va passar la major part de la resta de la seva vida fins que el 1986, després de tota una vida de fumadora i de dos accidents vasculars cerebrals, va quedar parcialment paralitzada. Frank Sinatra, amb qui havia mantingut una profunda amistat, es va encarregar de les despeses mèdiques de l'actriu, i després de la seva mort per pneumònia, el 1990, una de les seves filles el va trobar a la seva habitació plorant i incapaç de parlar. És evident que Ava no va ser només l'amor de la seva vida sinó també la font d'inspiració d'una de les seves cançons més personals, "I am fool to want you", gravada després de la seva separació.
Ava va ser enterrada el 29 de gener de 1990 en el Sunset Memorial Park de Smithfield (Carolina del Nord), al costat dels seus germans i dels seus pares, Jonas (1878-1938) i Molly Gardner (1883-1943). La ciutat de Smithfield alberga actualment un museu sobre l'actriu.

## Filmografia
| Any  | Pel·lícula                                                    | Notes |
| ---- | ------------------------------------------------------------- | --- |
| 1942 | We Do It Because                                              | |
| 1942 | Mighty Lak a Goat                                             | |
| 1942 | Joe Smith, American                                           | |
| 1942 | Sunday Punch                                                  | |
| 1942 | This Time for Keeps                                           | |
| 1942 | Calling Dr. Gillespie                                         | |
| 1942 | Kid Glove Killer                                              | |
| 1942 | Reunion in France                                             | |
| 1943 | Swing Fever                                                   | |
| 1943 | Hitler's Madman                                               | |
| 1943 | Ghosts on the Loose                                           | |
| 1943 | Du Barry Was a Lady                                           | |
| 1943 | Young ideas                                                   | |
| 1943 | Lost Angel                                                    | |
| 1944 | Three Men in White                                            | |
| 1944 | Blonde Fever                                                  | |
| 1944 | Maisie Goes to Reno                                           | |
| 1944 | Two Girls and a Sailor                                        | |
| 1945 | She Went to the Races                                         | |
| 1946 | Whistle Stop                                                  | |
| 1946 | The Killers                                                   | |
| 1947 | The Hucksters                                                 | |
| 1947 | Singapur                                                      | |
| 1948 | One Touch of Venus                                            | |
| 1949 | The Bribe                                                     | |
| 1949 | The Great Sinner                                              | |
| 1949 | East Side, West Side                                          | |
| 1951 | El meu passat prohibit (My Forbidden Past)                    | |
| 1951 | Show Boat                                                     | |
| 1951 | Pandora and the Flying Dutchman                               | |
| 1952 | Lone Star                                                     | |
| 1952 | The Snows of Kilimanjaro                                      | |
| 1953 | Ride, Vaquero!                                                | |
| 1953 | Els cavallers de la taula rodona (Knights of the Round Table) | |
| 1953 | Mogambo                                                       | Nominació − Oscar a la millor actriu |
| 1954 | La comtessa descalça (The Barefoot Contessa)                  | |
| 1956 | Destins encreuats (Bhowani Junction)                          | Nominació − BAFTA a la millor actriu estrangera                                                                                            |
| 1957 | The Little Hut                                                | |
| 1957 | The Sun Also Rises                                            | |
| 1958 | The Naked Maja                                                | |
| 1959 | L'hora final (On the Beach)                                   | Nominació − BAFTA a la millor actriu estrangera                                                                                            |
| 1960 | The Angel Wore Red                                            | |
| 1963 | 55 dies a Pequín (55 Days at Peking)                          | |
| 1964 | Seven Days in May                                             | |
| 1964 | La nit de la iguana (The Night of the Iguana)                 | Conquilla de Plata a la millor actriu Nominació − Globus d'Or a la millor actriu dramàtica Nominació − BAFTA a la millor actriu estrangera |
| 1966 | La Bíblia                                                     | |
| 1968 | Mayerling                                                     | |
| 1970 | Tam Lin                                                       | |
| 1972 | The Life and Times of Judge Roy Bean                          | |
| 1974 | Terratrèmol (Earthquake)                                      | |
| 1975 | Llicència per matar (Permission to Kill)                      | |
| 1976 | The Bluebird                                                  | |
| 1976 | El pas de Cassandra (The Cassandra Crossing)                  | |
| 1977 | The Sentinel                                                  | |
| 1979 | City on Fire                                                  | |
| 1980 | The Kidnapping of the President                               | |
| 1981 | Priest of Love                                                | |
| 1982 | Regina Roma                                                   | |
| 1985 | The Long Hot Summer (TV)                                      | |
| 1986 | Harem (TV)                                                    | |